# Муйнакский сельсовет
Муйнакский сельсовет — муниципальное образование в Зианчуринском районе Башкортостана.

## История
Согласно «Закону о границах, статусе и административных центрах муниципальных образований в Республике Башкортостан» имеет статус сельского поселения.

## Население
| 2002  | 2009  | 2010  | 2012  | 2013  | 2014  | 2015  |
| ----- | ----- | ----- | ----- | ----- | ----- | ----- |
| 1871  | ↗2054 | ↘1609 | ↘1566 | ↘1516 | ↘1483 | ↘1429 |
| 2016  | 2017  |       |       |       |       |       |
| ↗1440 | ↘1405 |       |       |       |       |       |

## Состав сельского поселения
| № | Населённый пункт | Тип населённого пункта          | Население |
| - | ---------------- | ------------------------------- | --------- |
| 1 | Верхний Муйнак   | деревня, административный центр | ↘490      |
| 2 | Умбетово         | деревня                         | ↘413      |
| 3 | Мазитово         | деревня                         | ↘212      |
| 4 | Средний Муйнак   | деревня                         | ↘176      |
| 5 | Нижняя Акберда   | деревня                         | ↘127      |
| 6 | Габбасово        | деревня                         | ↘118      |
| 7 | Нижний Муйнак    | деревня                         | ↘73       |

### Упразднённые населённые пункты
- хутор Хасановский — упразднён в 2005 году (Закон Республики Башкортостан от 20 июля 2005 года № 211-з «О внесении изменений в административно-территориальное устройство Республики Башкортостан в связи с образованием, объединением, упразднением и изменением статуса населённых пунктов, переносом административных центров»).